# Anosia kanariensis
Anosia kanariensis är en fjärilsart som beskrevs av Hans Fruhstorfer 1898. Anosia kanariensis ingår i släktet Anosia och familjen praktfjärilar. Inga underarter finns listade i Catalogue of Life.